# Великая ханьская справедливая армия
Великая ханьская справедливая армия (кит. 大汉义军) — коллаборационистская армия, подчиненная государству Мэнцзян. Упразднена в 1937 году.

## История
Великая ханьская справедливая армия была сформирована милитаристом Ван Ином в 1936 году, после того, как он перешел на сторону Японии. Армия подчинялась Японии и НАМ. Армия насчитывала около 6000 человек (в основном, бывших бандитов и пленных), разделенных на 4 бригады. Войска были вооружены оружием, захваченным Японией на северо-востоке Китая.

## Участие в боевых действиях

### Суйюаньская кампания (1936)
Великая ханьская справедливая армия успела принять участие только в Суйюаньской кампании, закончившейся разгромом для НАМ и её союзников. 19 декабря 1936 года Великая ханьская справедливая армия была почти полностью уничтожена. Оставшиеся подразделения были расформированы.